# بوبي تشارلتون
السير روبرت تشارلتون (بالإنجليزية: Sir Robert Charlton) (11 أكتوبر 1937 – 21 أكتوبر 2023) هو لاعب كرة قدم إنجليزي سابق، الذي لعب كلاعب خط وسط مهاجم أو جناح أيسر أو قلب هجوم. يُعتبر على نطاق واسع واحدًا من أعظم اللاعبين على الإطلاق، وقد كان أحد أشهر لاعبي نادي مانشستر يونايتد، وكان ضمن منتخب إنجلترا لكرة القدم الفائز بكأس العالم سنة 1966، وقد اختير في تلك السنة أفضل لاعب في أوروبا.
بدأ تشارلتون مسيرته الكروية مع نادي مانشستر يونايتد في عام 1954، وقد لعب معهم حتى عام 1973، وقد شارك في تلك الفترة في 604 مباريات وسجل 199 هدف، ولعب في عام 1973 مع نادي بريستون نورث إند، وقد لعب معهم حتى عام 1975، وشارك في تلك الفترة في 38 مباراة وسجل 8 أهداف، وفي عام 1975 لعب مع نادي ووترفورد يونايتد، ولعب معهم 31 مباراة وسجل 18 هدف.
و قد لعب مع منتخب إنجلترا لكرة القدم 106 مباريات، من ضمنها كأس العالم 1966، وكأس العالم 1970، وظل متصدراً لمدة 45 عام كأعلى رقم قياسي بتسجيله 49 هدف دولياً مع منتخب إنجلترا لكرة القدم، ويعتبر تاريخياً ثاني هدافي منتخب إنجلترا لكرة القدم بعد واين روني الذي انتزع صدارة هدافي منتخب إنجلترا لكرة القدم ب50 هدف سنة 2015.
توفي في 21 أكتوبر 2023 عن عمر ناهز السادسة والثمانين.

## مسيرته الكروية
لعب بوبي تشارلتون خلال مسيرته الاحترافية مع 3 أندية في عشرين موسمًا وسجل خلالها 220 هدف ضمن 673 مباراة. حيث فاز في ثلاثة مواسم بالكأس وفي ثلاثة مواسم بالدوري.
خاض بوبي تشارلتون مسيرته مع نادي مانشستر يونايتد في موسم 1956–57 ليلعب معه ثمانية عشر موسمًا، مشاركًا في 604 مباراة سجل خلالها 194 هدف. ثم انتقل إلى نادي بريستون نورث إيند في موسم 1974–75 لمدة موسم واحد، حيث شارك في 38 مباراة سجل خلالها 8 أهداف. لينتقل بعدها إلى نادي ووترفورد يونايتد في موسم 1975–76 لمدة موسم واحد، مشاركًا في 31 مباراة سجل خلالها 18 هدفًا.

## إحصائيات
| أدائه مع النادي                     | أدائه مع النادي   | أدائه مع النادي                | الدوري | الدوري              | الكأس       | الكأس       | المجموع | المجموع |
| موسم                                | النادي            | الدوري                         | الظهور | الأهداف             | الظهور      | الأهداف     | الظهور  | الأهداف |
| إنجلترا                             | إنجلترا           | إنجلترا                        | الدوري | الدوري              | كأس الاتحاد | كأس الاتحاد | المجموع | المجموع |
| ----------------------------------- | ----------------- | ------------------------------ | ------ | ------------------- | ----------- | ----------- | ------- | ------- |
| الدوري الإنجليزي لكرة القدم 1955–56 | مانتشستر يونايتد  | دوري كرة القدم الإنجليزي       | 0      | 0                   |             |             |         |         |
| الدوري الإنجليزي لكرة القدم 1956–57 | مانتشستر يونايتد  | دوري كرة القدم الإنجليزي       | 14     | 10                  |             |             |         |         |
| الدوري الإنجليزي لكرة القدم 1957–58 | مانتشستر يونايتد  | دوري كرة القدم الإنجليزي       | 21     | 8                   |             |             |         |         |
| الدوري الإنجليزي لكرة القدم 1958–59 | مانتشستر يونايتد  | دوري كرة القدم الإنجليزي       | 38     | 29                  |             |             |         |         |
| الدوري الإنجليزي لكرة القدم 1959–60 | مانتشستر يونايتد  | دوري كرة القدم الإنجليزي       | 37     | 18                  |             |             |         |         |
| الدوري الإنجليزي لكرة القدم 1960–61 | مانتشستر يونايتد  | دوري كرة القدم الإنجليزي       | 39     | 21                  |             |             |         |         |
| الدوري الإنجليزي لكرة القدم 1961–62 | مانتشستر يونايتد  | دوري كرة القدم الإنجليزي       | 37     | 8                   |             |             |         |         |
| الدوري الإنجليزي لكرة القدم 1962–63 | مانتشستر يونايتد  | دوري كرة القدم الإنجليزي       | 28     | 7                   |             |             |         |         |
| الدوري الإنجليزي لكرة القدم 1963–64 | مانتشستر يونايتد  | دوري كرة القدم الإنجليزي       | 40     | 9                   |             |             |         |         |
| الدوري الإنجليزي لكرة القدم 1964–65 | مانتشستر يونايتد  | دوري كرة القدم الإنجليزي       | 41     | 10                  |             |             |         |         |
| الدوري الإنجليزي لكرة القدم 1965–66 | مانتشستر يونايتد  | دوري كرة القدم الإنجليزي       | 38     | 16                  |             |             |         |         |
| الدوري الإنجليزي لكرة القدم 1966–67 | مانتشستر يونايتد  | دوري كرة القدم الإنجليزي       | 41     | 12                  |             |             |         |         |
| الدوري الإنجليزي لكرة القدم 1967–68 | مانتشستر يونايتد  | دوري كرة القدم الإنجليزي       | 41     | 15                  |             |             |         |         |
| الدوري الإنجليزي لكرة القدم 1968–69 | مانتشستر يونايتد  | دوري كرة القدم الإنجليزي       | 32     | 5                   |             |             |         |         |
| الدوري الإنجليزي لكرة القدم 1969–70 | مانتشستر يونايتد  | دوري كرة القدم الإنجليزي       | 40     | 12                  |             |             |         |         |
| الدوري الإنجليزي لكرة القدم 1970–71 | مانتشستر يونايتد  | دوري كرة القدم الإنجليزي       | 42     | 5                   |             |             |         |         |
| الدوري الإنجليزي لكرة القدم 1971–72 | مانتشستر يونايتد  | دوري كرة القدم الإنجليزي       | 40     | 8                   |             |             |         |         |
| الدوري الإنجليزي لكرة القدم 1972–73 | مانتشستر يونايتد  | دوري كرة القدم الإنجليزي       | 34     | 6                   |             |             |         |         |
| الدوري الإنجليزي لكرة القدم 1973–74 | بريستون نورث ايند | دوري كرة القدم الدرجة الثانية ‏ | 38     | 8                   |             |             |         |         |
| المجموع                             | إنجلترا           | إنجلترا                        | 642    | 207\|\|\|\|\|\|\|\| |             |             |         |         |
| مجموع مسيرته                        | مجموع مسيرته      | مجموع مسيرته                   | 642    | 207\|\|\|\|\|\|\|\| |             |             |         |         |